# Rijksstad Friedberg
De Rijksstad Friedberg was een tot de Boven-Rijnse Kreits behorende rijksstad binnen het Heilige Roomse Rijk.
De stad Friedberg wordt voor het eerst in 1219 vermeld, terwijl het burggraafschap Friedberg veel ouder is. In 1252 is de stad rijkstad. In 1541 wordt de reformatie ingevoerd.
In de Reichsdeputationshauptschluss van 25 februari 1803 wordt in paragraaf 7 de inlijving bij het landgraafschap Hessen-Darmstadt vastgesteld.